# José Manaut Viglietti
José Manaut Viglietti (Liria, 1898-Madrid, 1971) fue un pintor y teórico de arte español. 

## Biografía
Estudió en la Academia de San Carlos de Valencia y en la de San Fernando de Madrid, donde fue discípulo de Joaquín Sorolla.
Obtuvo una beca para estudiar en El Paular y en 1924 fue pensionado por la Junta de Ampliación de Estudios para viajar a París a conocer el impresionismo. En esos años, fue influido por la Institución Libre de Enseñanza y por Manuel Bartolomé Cossío, e ingresó en la masonería, lo cual le generaría problemas en la época franquista.
En 1928 se estableció en Madrid, donde desde 1930 fue profesor en la Academia de San Fernando, socio del Círculo de Bellas Artes y del Ateneo de Madrid, y presidente de la Asociación de Profesores Titulares de Dibujo. En estos años conformó su estilo como pintor: un realismo dentro de la tradición luminista de Sorolla, pero sensible al fauvismo. En 1933, dejó de trabajar en la Academia para ejercer de profesor en el Instituto de Secundaria de Tortosa (1933-1935) y en el de Ronda (1936). 
Durante la guerra civil española fue militante de Acción Republicana y simpatizante del Partido Valencianista de Izquierda, presidió Cultura Popular Valenciana y se afilió al PCE. Todo esto dio a Manaut una notoriedad que le sería perjudicial al terminar la guerra, por la depuración impuesta por el nuevo régimen de Francisco Franco.

### Destierro en Durango
Fue condenado por el Tribunal Especial para la Represión de la Masonería y el Comunismo a 12 años y un día de prisión, pena que le sería conmutada después por 6 años y un día de confinamiento en Durango, separado de su mujer e hijos. Tras unos meses de reclusión en las cárceles madrileñas de Porlier y Carabanchel en 1943-1944 (de los que quedan como testimonio abundantes dibujos de Manaut que se conservaron clandestinamente) el pintor fue desterrado en 1944 a Durango, población donde no conocía a nadie; tuvo que subsistir pintando vistas de su entorno y ofreciendo su arte casi puerta a puerta. Por suerte, en breve tiempo labró amistades y apoyos que le hicieron sobrellevar medianamente bien su alejamiento en la villa vasca; etapa de la cual se conserva un diario que el pintor fue escribiendo. En 1945 logró que le permitiesen regresar a Madrid. 
Muchos años después, en octubre de 1970, las Salas Municipales de Cultura de Durango, sitas en la plaza de Ezkurdi, dedicarían una exposición-homenaje a Manaut, reuniendo unas setenta pinturas que había realizado en la localidad. El artista, muy delicado de salud, no pudo acudir, pero remitió una carta a Leopoldo Zugaza, organizador de la muestra, expresando su gratitud. Casi cincuenta años después, en 2019, la villa de Durango volvió a exponer obras de Manaut: la exposición se celebró en el Museo de Arte e Historia en los meses de septiembre y octubre. Recopiló trece pinturas, casi todas de colecciones particulares de la comarca, así como dibujos carcelarios y documentación prestados por la Universidad Carlos III de Madrid.

### Últimos años
Desde 1946 ejerció como profesor en el Liceo Francés de Madrid, donde tuvo por alumnos a personajes luego famosos como el ministro Miguel Boyer, Gregorio Peces-Barba, el pintor Eduardo Arroyo y Simeón de Bulgaria.
Escribió tratados sobre el arte helenístico y romano, textos sobre Caravaggio y Sorolla, y artículos para la revista Goya de la Fundación Lázaro Galdiano. Falleció el 7 de enero de 1971 en Madrid.

## Publicaciones
- Estudios sobre la pintura helenística-romana. II. La personalidad de Michelangelo Caravaggio y su proyección en la pintura española de los siglos XVI y XVII (1962)
- Crónica del pintor Joaquín Sorolla (1962)

## Legado
En 2002, la Universidad Carlos III de Madrid dedicó una exposición a Josep Manaut, con dibujos y óleos realizados durante su estancia en la prisión de Carabanchel. Estas obras se conservaron gracias a que pudieron sacarse de la cárcel disimuladamente, ocultas entre ropa sucia, y permanecieron inéditas durante décadas hasta que la actriz Stella Manaut, hija del pintor, las encontró. Gracias a una donación de la familia Manaut, la citada universidad madrileña custodia un riquísimo fondo documental del artista, que incluye un valioso diario manuscrito de su destierro en Durango.
En diciembre de 2004, la Galería de Arte Amador de los Ríos de Madrid dedicó a Manaut una retrospectiva.
En Valencia, existe una exposición permanente de la obra de Manaut (Col·lecció permanent José Manaut), abierta al público, pero que viene sufriendo estrecheces económicas.